# ぷらりと京王府中

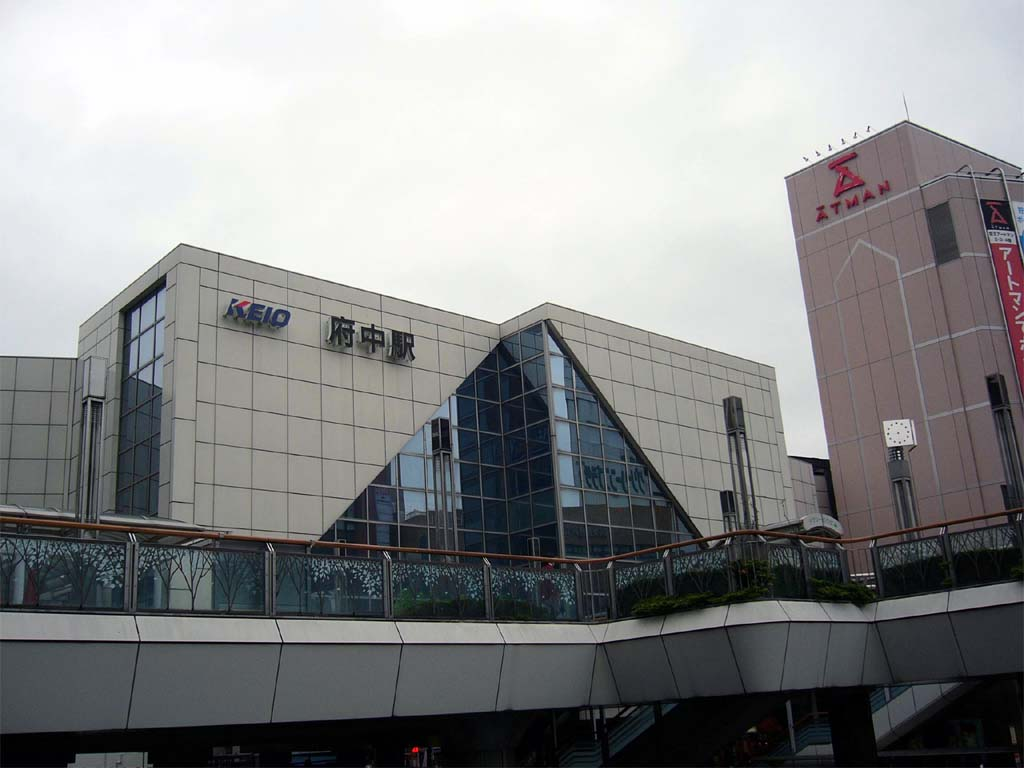
京王アートマンを核店舗とする西館（右）と府中駅の駅舎（左）
（2009年撮影）

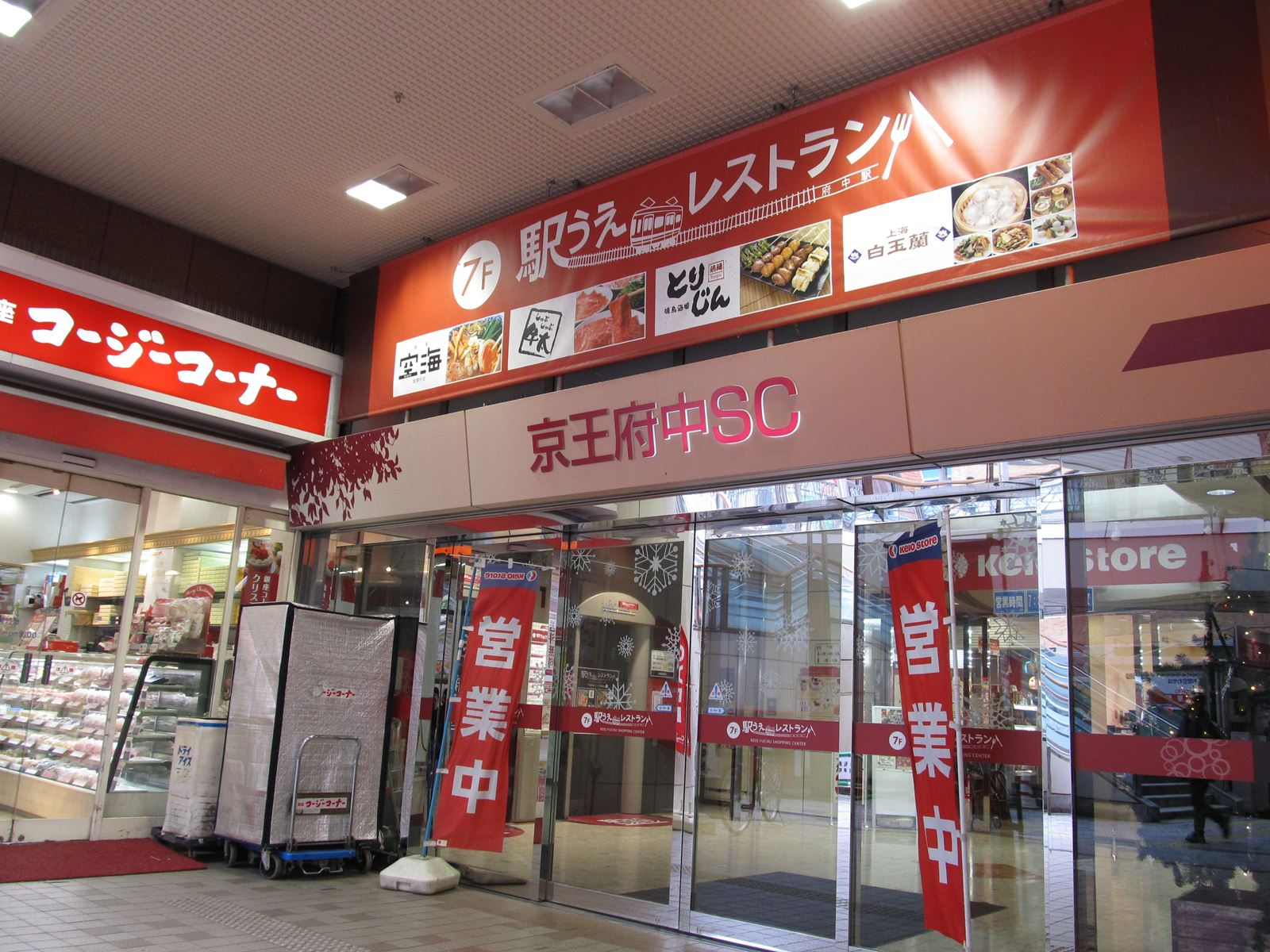
リニューアル前の西館入口
7階にあった「駅うえレストラン」の看板。京王線の電車と線路を模したロゴを用いていた。
京王八王子ショッピングセンターの上層階レストラン街でも同様の名称とロゴを使用している。
（2016年撮影）

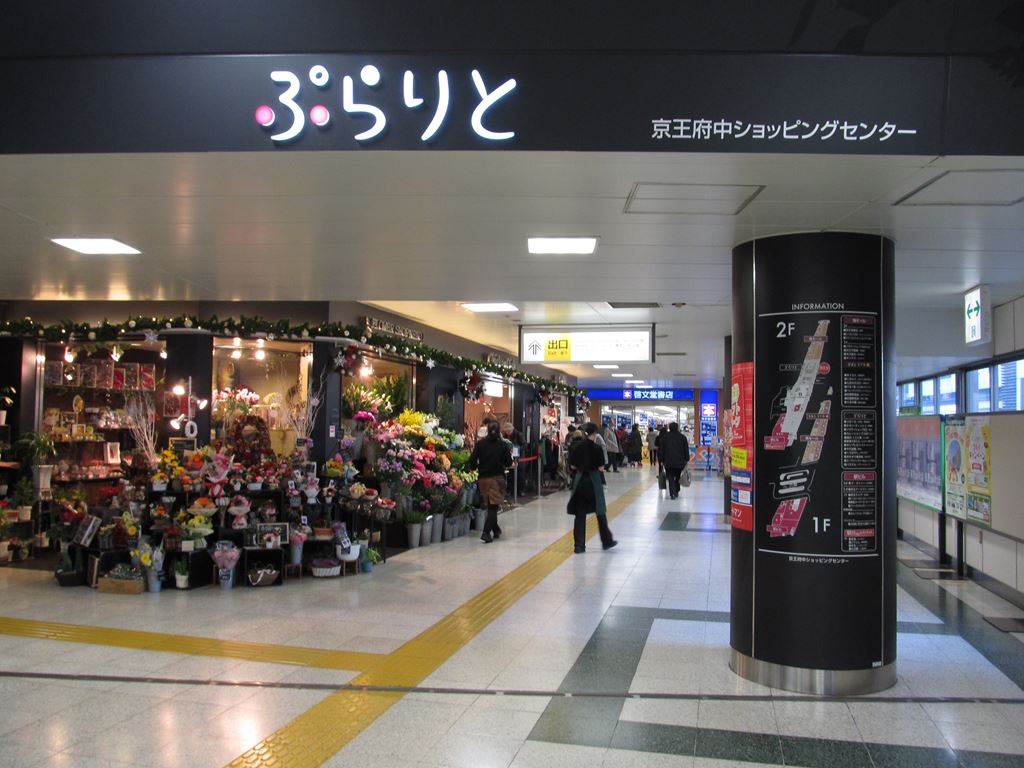
リニューアル前の東モール「ぷらりと」
（2016年撮影）

ぷらりと京王府中（ぷらりとけいおうふちゅう）は、京王線府中駅の駅ビルで京王電鉄が経営するショッピングセンター。所在地は東京都府中市府中町1丁目2-1。駅直結の商業施設であり、府中駅の駅舎と一体化している。
1996年3月20日に「京王府中ショッピングセンター」として開業。2018年11月22日に「ぷらりと京王府中」に改称した。

## 概要
1993年3月1日に京王線府中駅付近の高架化により、高架駅化した府中駅の新駅舎が完成。その3年後に駅ビルとして京王府中ショッピングセンターが開業した。
2017年から2018年にかけて全館で大規模リニューアル工事を実施。元々「ぷらりと」は東館2階部分の愛称だったが、リニューアル後に施設の一体感を持たせるため、西館と東館を統一して「ぷらりと京王府中」に改称、店舗ロゴマークも一新した。
当初開業した高層階の駅ビル部分「西 Aエリア」（旧：京王府中ショッピングセンター）、後から増設された駅コンコース直結の商業エリア「東2階 Bエリア」（旧「ぷらりと」）、レストラン街の「東1階 Cエリア」（旧「食舞台つづみ」）で構成される。

### 西 Aエリア
西 Aエリアは、地下1階・地上9階建て、延床面積11,387.96m2。当初はこの部分のみが「京王府中ショッピングセンター」と呼ばれていた。
核店舗として2階から4階に京王アートマン府中店が出店する。5階と6階にはダイソーが出店。1階にベーカリー&カフェ ルパ府中店、ウェンディーズ ファーストキッチン（旧：ファーストキッチン）が出店している。また1階には京王ストア府中店が出店していたが、2017年7月5日をもって旧店舗での営業を終了、隣接地に開業した再開発ビル「武蔵府中ル・シーニュ」地下1階へ同年7月14日より移転した。
最上階の7階はレストラン街として飲食店などが出店していたが、2009年11月に「駅うえレストラン」としてリニューアル。飲食店テナントが「麺屋空海」府中店、「焼鳥酒場とりじん」京王府中SC店、「しゃぶしゃぶ牛太」府中店、「ザーザーズー」（カフェ）の4店舗となった。
その後、カフェが撤退した跡地に、グランデュオ立川にあった中華料理店「上海 白玉蘭」が移転して出店。2017年には「麺屋空海」が撤退し、残った3店舗で2019年1月31日に「駅うえレストラン」が閉鎖されるまで営業した。

### 東 2階 Bエリア・1階 Cエリア
駅コンコース直結の東側部分は「東モール」として、啓文堂書店府中店（1975年開業の1号店）、ドトールコーヒー京王府中店などが出店した。
2006年3月には1階に「食舞台つづみ」がオープン、レストラン京王の蕎麦居酒屋「たまの里」などが出店した。
2009年5月には2階部分を「ぷらりと」としてリニューアル、京王グループの雑貨店「リモーネ」府中店が出店（リニューアル時に閉店）。2013年9月26日にはカレーショップC&C府中ぷらりと店がオープン。その他、フラワーショップ京王など、京王グループの店舗を中心に出店していた。

## 2017年以降のリニューアル

### 2017年 - 2018年
2階西側コンコース階に店舗部分を増床し4店舗を新規オープン、同2017年6月30日にはスターバックスコーヒー京王府中駅ビル店が開店した。リニューアル工事開始に伴い、同年7月20日をもってルパ府中店が一時休業。ルパと京王ストアの旧店舗は工事のため解体された。
2018年1月19日に京王アートマンがリニューアル、K-SHOP府中店が新規開業。同年3月30日、啓文堂書店、カフェ、服飾など8店舗がオープン。3月28日に府中駅改札前店が先行して2階に新規オープン。3月30日に啓文堂書店1号店である府中店が2階（旧：東モール）から1階へ移転の上「府中本店」としてリニューアルオープンした。ルパ府中店も3月に同時オープンする予定だったが工事の都合で延期となり、7月19日に1年ぶりに営業再開した。
同2018年10月26日にテイクアウト食品4店舗、11月22日に京王ストアエクスプレス府中店、京王ストアと業務提携したマツモトキヨシなど7店舗がオープン。京王ストアエクスプレス府中店は新規出店で、改装前から存在し武蔵府中ル・シーニュへ移転した「京王ストア府中店」とは別店舗。「エクスプレス」の店名だが、コミュニティ・ストアとの共同経営ではない。また同年11月22日より全館を「ぷらりと京王府中」と改称し、フロアによって「京王府中ショッピングセンター」「ぷらりと」「食舞台つづみ」と異なっていた名称を統一した。

### 2019年 - 2021年
2019年1月31日をもって7階レストラン街「駅うえレストラン」を閉鎖。跡地には同年9月30日に閉店した伊勢丹府中店から移転する形で、10月7日に美容室「TAYA」、10月10日にエステティックサロン「たかの友梨ビューティクリニック」が営業開始している。
また2019年4月から5月にかけて、C館の旧「食舞台つづみ」に出店していた店舗が、京王不動産と「たまの里」を残してほぼ一斉に立ち退きとなった。翌年には駅構内工事のため、2020年3月31日をもって「たまの里」、カレーショップC&Cが一時休業となった。
翌2021年、カレーショップC&Cは4月14日、「たまの里」は4月28日に、いずれも「ぷらりと京王府中店」に店名変更して営業再開した。
2021年5月から8月にかけて、東1階Cエリアのレストラン街「TSUZUMI」（旧「食舞台つづみ」）への新店舗出店が行われ、同年7月21日には全区画の飲食店舗が発表された。ただしこの際に出店した店舗（特に居酒屋等）には、その間に東京都が新型コロナウイルス感染症による緊急事態宣言及びまん延防止等重点措置対象地域となったことから営業自粛を余儀なくされ、出店後も営業開始できない店舗があった。

## 店舗一覧
2021年7月現在の出店店舗の詳細は、公式サイトを参照。店舗番号は公式サイトのフロアガイドによる。

### 西 Aエリア（旧：京王府中ショッピングセンター西館）
- 1階
  - A-1：啓文堂書店府中本店 - 旧：東モールから移転。啓文堂書店1号店。
  - A-2：倉式珈琲店 ぷらりと京王府中店[21]
  - A-3：ベーカリー&カフェ ルパ 府中店 - 改装の経緯は「京王食品#京王線沿線」を参照。
  - A-4：キャトルキャール（ケーキ）- コージーコーナー府中駅ビル店[22]が出店していたが、リニューアル時に閉店。
  - A-5：ウェンディーズ ファーストキッチンぷらりと京王府中店（旧店名：ファーストキッチン京王府中駅ビル店）[23]
- 2階
  - A-6：ミスターミニット ぷらりと京王府中店（合鍵・靴修理）[24]
  - A-7：スーツセレクト
  - A-15：京王観光 - 旧：食舞台つづみから移転
  - A-16：アジェデ アクセサリーズ（ファッション雑貨）
  - A-17：スターバックスコーヒー
  - A-19：Discoat petit（ファッション雑貨）
  - A-20：un paseo（ファッション雑貨）
  - A-21：Laundry（デザインTシャツ）- 京王電鉄コラボの京王5000系Tシャツも取り扱う。
  - A-22：ITS' DEMO（ファッション雑貨、化粧品）[25]
  - A-24：セブン-イレブン京王府中駅店
- 2階～4階 - A-8：京王アートマン 府中店
- 5階～6階 - A-9：ダイソー ぷらりと京王府中店（旧店名：ダイソー京王府中駅ビルSC店）
- 7階（旧：駅うえレストラン）
  - A-10：美容室TAYA - 伊勢丹府中店から移転
  - A-11：たかの友梨ビューティクリニック 府中店 - 伊勢丹府中店から移転

#### 閉店した店舗
- K-SHOP（駅北口コンビニ）2022年3月閉店、同4月にセブンイレブンが開店[26]。

旧「駅うえレストラン」に出店していた店舗。A館7階、2019年1月31日をもって閉鎖。
- 麺屋空海 府中店（ラーメン）[27]- 2017年閉店
- 焼鳥酒場とりじん 府中店（焼鳥居酒屋）[28]- 2019年閉店
- 上海 白玉蘭（上海料理・飲茶）[29]- 2019年閉店
- しゃぶしゃぶ牛太 京王府中店（しゃぶしゃぶ食べ放題）[30][31]- 2019年閉店
京王八王子ショッピングセンター11階に出店していた「しゃぶしゃぶ牛太 京王八王子店」が2020年5月20日に閉店したため[32]、同店の京王線沿線の店舗は、ココリア多摩センター店[33]だけとなった。

### 東2階 Bエリア（旧：東館2階・東モール）
- B-1：おこわ米八（おこわ・惣菜・弁当）
- B-2：くりばやし（餃子テイクアウト）
- B-3：おむすび権米衛（おにぎり）
- B-4：Soup Stock TOKYO
- B-5：パステル（デザート）
- B-6：カレーショップC&C府中ぷらりと店（レストラン京王）-  - 2013年9月26日開店[34]。当初は「府中ぷらりと店」だったが[35][34]、「府中店」に店名変更[18][35]。駅構内工事のため、2020年3月31日をもって一時休業[18]。リニューアルによりB-9区画から移転して営業再開、「府中ぷらりと店」に店名を再変更。
- B-7：焼鳥・鶏総菜 チキン・ディッシュ
- B-8：京樽／すし三崎港（寿司テイクアウト）
- B-9：（旧店舗「カレーショップC&C府中店」があった区画）
- B-10（・11）：フラワーショップ京王 府中店
- B-12：新宿さぼてんデリカ（とんかつテイクアウト）
- B-13：ゴディバ - 2021年6月28日開店。この区画にはぷらりとリニューアル時に啓文堂書店 府中駅改札前店が開店したが、2021年4月11日をもって閉店[36]。
- B-14：ゆうちょ銀行ATM
- B-15：A LoT 府中南口店（駅売店）
- B-16：三菱UFJ銀行ATM
- B-17：ドトールコーヒーショップ
- B-18：自然食品F&F（自然食品物販）
- B-19：マツモトキヨシぷらりと京王府中店 - 2018年11月22日[37]、京王ストアエクスプレス（レジ側）向かいに開店。
- B-20：横浜くりこ庵府中店[38]（たい焼き）
- B-21：MR. waffle（ベルギーワッフル）
- B-22：ジェノワーズぷらりと店（ケーキ）- 地元の洋菓子店。本店と工場は府中市押立町[39]。
- B-23：タピオカドリンク専門店SAHANJI
- B-24：京王ストアエクスプレス 府中店
- B-25：おしゃれ工房（洋服お直し・靴修理）

#### 閉店した店舗
- リモーネ 府中店（雑貨・化粧品）[40] - ぷらりとリニューアル後に閉店。
- ちよだ鮨（寿司テイクアウト）[41] -ぷらりとリニューアルに伴い2018年6月30日 閉店。
- センプレピッツァ (ピザテイクアウト、イートイン)-ぷらりとリニューアルに伴い2018年6月30日 閉店。

### 東1階 Cエリア TSUZUMI（旧：東館1階・食舞台つづみ）
- C-1：たまの里 ぷらりと京王府中店（レストラン京王）- 駅構内工事のため一時休業後、2021年4月28日に営業再開[20]。
- C-2：串カツ田中 ぷらりと京王府中店 - 2021年6月23日開店[42]
- C-3：博多もつ鍋やまや 府中駅店 - 2021年5月2日開店[43]
- C-4：北海道イタリアン ミアボッカ - 2021年7月27日開店
- C-5：板前スタンド 東京立ち寿司 - 2021年7月27日開店
- C-6：焼肉・韓国料理 KollaBo - 2021年7月27日開店
- C-7：SIO RAMEN 仁屋 - 2021年8月30日開店予定
- C-8：ワインバル Vino e Lavo - 2021年8月30日開店予定
- C-9：天ぷら居酒屋 上ル商店 - 2021年8月30日開店予定
- C-10：京王不動産 府中営業所 - 2021年のリニューアルに伴い、C-9区画から移転[44]

#### 閉店した店舗
旧「食舞台つづみ」のリニューアルに伴い、2019年5月までに退店した飲食店テナント。
- 武蔵野茶房 府中店（株式会社武蔵野テーブル、カフェ）[45] - 2019年4月閉店[46]。
- パスタキッチン武蔵野食堂 府中店（株式会社武蔵野テーブル、旧店名：スパゲッティ武蔵野食堂）[47] - 2019年4月閉店[46]。
- ベリーグッドマン（株式会社クレア、ステーキハウス）[48] - 2019年閉店。
- まぐろ人 府中店（回転寿司）[49] - 2019年閉店。フレンテ吉祥寺（2010年3月31日閉店）に出店していた。
- こめらく 京王府中SC店（串カツ）[50] - 2019年閉店。
- 七匹の子ぶた 京王府中SC店（株式会社アデッソ、ラーメン）[51] - 2019年閉店。フレンテ吉祥寺（2010年3月31日閉店）に吉祥寺店が出店していた。
- 汁るべ家 京王府中SC店（株式会社アデッソ、武蔵野うどん）[52]- 2019年閉店。
- ピッツァ テアトロ カフェ 京王府中SC店（株式会社ジェーシー・コムサ、石窯ピザ）[53] - 2014年4月26日開店[54]、2019年閉店。